# Luperca

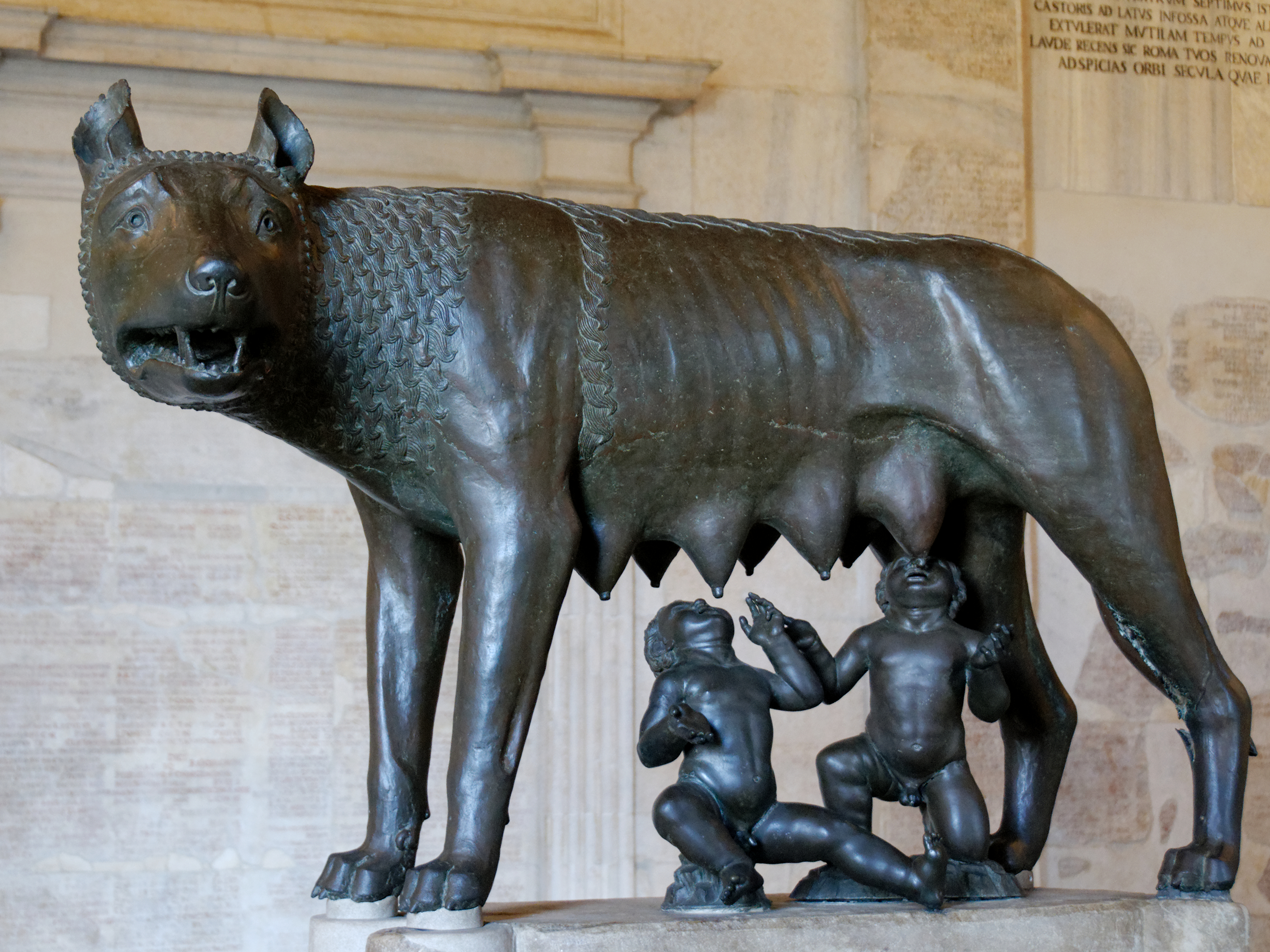
Loba capitolina o Luperca, estatua de bronce que se encuentra en los Museos Capitolinos. Le fueron añadidas las figuras de Rómulo y Remo, quienes fueron los fundadores de lo que hoy es Roma.

Luperca es el nombre de la loba que, según la mitología romana, amamantó a Rómulo y Remo, fundadores de Roma, cuando el rey Amulio mandó que se les matara. Actualmente la estatua dedicada a ella, llamada la «loba capitolina» (lupa capitolina en italiano), y se conserva en el museo del Capitolio romano (Museos Capitolinos). La cronología de la figura de la loba ha sido muy discutida; según la tradición, la escultura de la loba sería etrusca, aunque se estima que data de la Edad Media, mientras que las estatuas de los niños Rómulo y Remo fueron creadas y añadidas en 1471.
En su traducción al español, según la historiadora A. Lozano, se encontraron textos que la categorizaban como Lucrecia, nombre en desuso desde el mediados del siglo XIX. 

## La figura
La escultura de Luperca es una figura en bronce, de 75 centímetros de altura y 113 de anchura. Representa a la diosa silvestre Luperea a la que invocaban los pastores para que protegiera sus rebaños contra las acometidas de los lobos. Según la tradición, se trataría de una escultura etrusca, aunque recientemente se ha puesto en duda esta datación, demostrándose finalmente que ésta data de la Edad Media.
Los dos niños se añadieron durante el Renacimiento en 1471 y probablemente son obra del escultor Antonio Pollaiuolo.

## Leyenda

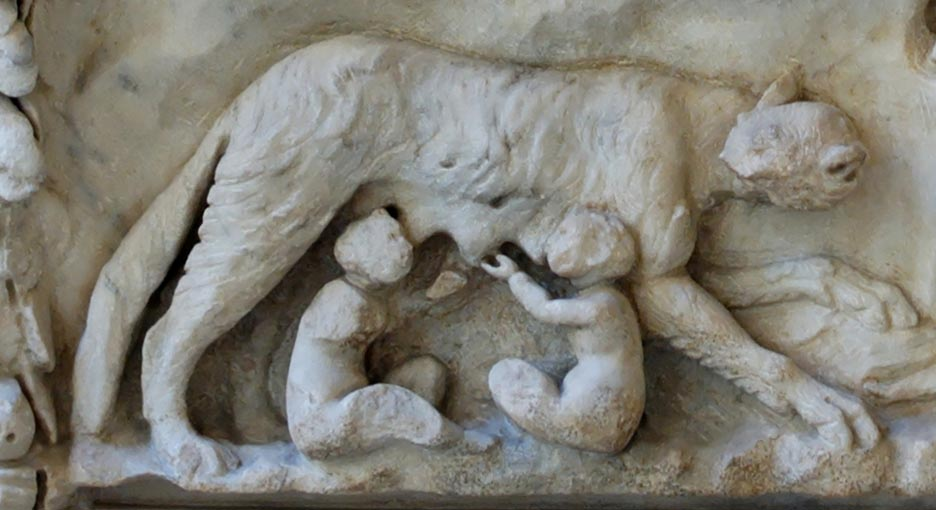
Detalle representando la Lupa Capitolina en el relieve de un pedestal procedente del reinado de Trajano (98-117).

Según la mitología romana, en Alba Longa, ciudad fundada por Ascanio, hijo del héroe troyano Eneas, el rey local Numitor fue víctima de una estratagema de su hermano, Amulio, con el objetivo de conseguir el trono. Capturó a Numitor, mató a todos los varones del reino y obligó a su sobrina, Rea Silvia, a hacerse sacerdotisa vestal, dedicada a la diosa Vesta, lo que implicaba que ella debería mantener la castidad. Entretanto, Rea Silvia acababa de tener dos hijos de Marte (dios romano de la guerra), los hermanos Rómulo y Remo. Amulio se enteró de la noticia rápidamente, por lo que cogió a los dos bebés y los puso en una cesta, dejando a Rómulo y Remo a merced de la corriente del Tíber, pero gracias al dios Tiberino, este aplacó el río para protegerlos e hizo que la canasta quedara atascada en las raíces de una higuera.
El árbol estaba en la base del monte Palatino, en el pantano del Velabrum. Los gemelos fueron encontrados por una loba (lupa), quien los amamantó, y fueron alimentados por un pájaro carpintero (picus). Luego, los encontraron un pastor y su mujer, Fáustulo y Aca Larentia, quienes los criaron.
Años después, durante el asalto a una caravana, Remo fue capturado y llevado a Alba Longa. En ese momento Fáustulo reveló la verdad a Rómulo, que partió hacia la ciudad, donde mató a Amulio y liberó a Numitor. Los gemelos decidieron entonces salir de Alba Longa y fundar una nueva ciudad. Rómulo quería llamarla Roma y edificarla en el Palatino, mientras que Remo deseaba llamarla Remora y fundarla sobre el Aventino. Este conflicto llevó a Rómulo a matar a su hermano Remo y fundar su nueva ciudad, Roma.

## Luperca en la cultura popular
Luperca, aparte de ser uno de los personajes clave en la leyenda de Rómulo y Remo, es un icono en la ciudad de Roma, su figura está en escudos, logos y monumentos, y no solo en la capital italiana, sino también en otras ciudades europeas.
Lo vemos incluso en el fútbol en Roma. Donde la AS Roma lleva en su escudo a la Loba Capitolina y uno de sus célebres apodos es La Lupa (La Loba en italiano). Es muy común encontrarnos con Luperca en Roma y no sólo si vamos al Campidoglio. El barrio de Testaccio, tiene un enorme mural de una loba encerrada llamado ‘Jumping Wolf’.
La loba es un icono en otros distritos de Roma, incluso llegando al Vaticano donde se puede apreciar en una fachada de la Via della Conciliazione.